# Eugryllacris loriae
Eugryllacris loriae är en insektsart som först beskrevs av Griffini 1908.  Eugryllacris loriae ingår i släktet Eugryllacris och familjen Gryllacrididae. Inga underarter finns listade i Catalogue of Life.